# NUTS:SK
Als NUTS:SK oder NUTS-Regionen in der Slowakei bezeichnet man die territoriale Gliederung der Slowakei gemäß der europäischen Systematik der Gebietseinheiten für die Statistik (NUTS).

## Grundlagen
In der Slowakei werden die drei NUTS- und zwei LAU-Ebenen wie folgt belegt:
- NUTS-1: 1 – Slowakei
- NUTS-2: 4 Oblasti
- NUTS-3: 8 Kraje
- LAU: 2927 Obce (Gemeinden)

## Liste der NUTS-Regionen in der Slowakei
| NUTS 1 | NUTS 1    | NUTS 2 | NUTS 2                                 | NUTS 3 | NUTS 3               | NUTS 3 |
| ------ | --------- | ------ | -------------------------------------- | ------ | -------------------- | ------ |
| SK0    | Slovensko | SK01   | Bratislavský kraj                      | SK010  | Bratislavský kraj    |        |
| SK0    | Slovensko | SK02   | Západné Slovensko (Westliche Slowakei) | SK021  | Trnavský kraj        |        |
| SK0    | Slovensko | SK02   | Západné Slovensko (Westliche Slowakei) | SK022  | Trenčiansky kraj     |        |
| SK0    | Slovensko | SK02   | Západné Slovensko (Westliche Slowakei) | SK023  | Nitriansky kraj      |        |
| SK0    | Slovensko | SK03   | Stredné Slovensko (Zentrale Slowakei)  | SK031  | Žilinský kraj        |        |
| SK0    | Slovensko | SK03   | Stredné Slovensko (Zentrale Slowakei)  | SK032  | Banskobystrický kraj |        |
| SK0    | Slovensko | SK04   | Východné Slovensko (Östliche Slowakei) | SK041  | Prešovský kraj       |        |
| SK0    | Slovensko | SK04   | Východné Slovensko (Östliche Slowakei) | SK042  | Košický kraj         |        |